# Nelson Lakes National Park
O Nelson Lakes National Park é um parque localizado na Ilha do Sul na Nova Zelândia. Foi criado em 1956 e abrange uma área de cerca de 1 020 quilômetros quadrados. Possui dois grandes lagos, o Rotoiti e o Rotoroa. O parque é uma área popular utilizada para acampar, passear e pescar.